# Pasaje Paquito
Pasaje Paquito es una famoso callejón mercantil en Iquitos.  Ubicado dentro del Mercado de Belén, en el Barrio de Belén, el pasaje alberga puestos de venta de plantas medicinales, tónico herbales y brebajes afrodisíacos. Está considerada un importante hito turístico en la ciudad.
Uña de gato, chuchuhuasi, sangre de grado, ayahuma, ajosacha, huacapurana, entre otros, son algunos objetos medicinales populares en el Pasaje.